# Das singende Hotel
Das singende Hotel ist ein deutscher Spielfilm des Regisseurs Géza von Cziffra aus dem Jahr 1953 in Schwarzweiß. Die Hauptrollen sind mit Hans Söhnker und Ursula Justin besetzt. Das Drehbuch stammt vom Regisseur. In der Bundesrepublik Deutschland kam der Streifen zum ersten Mal am 30. Juli 1953 in die Kinos.

## Handlung
Der Sänger Tommy Olsen, die Tänzerin Dixi, der Geiger Karli Alten und dessen Schwester Gisela, eine talentierte Malerin, teilen sich eine Atelierwohnung hoch über der Stadt. Alle vier stecken notorisch in Geldnöten. Da erreicht Karli vom „Schlosshotel Bernini“ die Nachricht, dass er für die ausgeschriebene Stelle des Skilehrers ausgewählt worden sei. Daraufhin vollführt er solch einen Freudentanz, dass er sich dabei den Knöchel bricht. Glücklicherweise ist seine Schwester genauso gut auf den Brettern zu Hause wie er. So gibt sie sich für Karli aus und tritt die Stelle an.
Vor einem Jahr ist der Schriftsteller Hans Bernini durch eine Erbschaft Eigentümer des Schlosshotels geworden. Weil in letzter Zeit die Einnahmen nicht mehr den Aufwand decken, will er inkognito die Ursache aufspüren. Daher gibt er sich als Gast aus und wird Karlis/Giselas erster Schüler. Beide sind sich auf Anhieb sehr sympathisch.
Bald taucht im Hotel auch noch der Schallplattenmogul Giesemann in Begleitung der Sängerin Anita Mohr auf. Als die zwei vom Geschäftsführer Rodler herablassend behandelt werden, gibt Bernini seine wahre Identität preis und erklärt Rodler für den Schuldigen am Niedergang des Hotels. Rodler gesteht, dass er das Unternehmen absichtlich herabgewirtschaftet habe, weil sich bisher sein Besitzer um nichts gekümmert habe. Bernini ist ob der Offenheit seines Angestellten verblüfft, weshalb der seine Stelle behalten darf. Fortan gibt sich Rodler Mühe, zusammen mit seinem Chef das Hotel auf Vordermann zu bringen. Eine große Hilfe ist den beiden der neue „Skilehrer“ mit seinen Malkünsten.
Gisela fällt es jedoch zunehmend schwerer, ihre Weiblichkeit verbergen zu müssen. Bernini ist damit einverstanden, dass sie ihren Bruder mit Tommy und Dixi nachkommen lässt. Auch das neue Personal wird nach musikalischen Aspekten ausgewählt. Fortan soll das Schlosshotel den Namen „Das singende Hotel“ führen. Mit einem rauschenden Fest wird die Einweihung gefeiert. Dabei erfährt Bernini die wahre Identität seines Skilehrers, und beide gestehen sich ihre Liebe.

## Musik
Die Musik stammt von Michael Jary. In dem Film sind zahlreiche Lieder von ihm nach Texten von Bruno Balz zu hören:
- Wenn die alte Kuckucksuhr halb elf schlägt (Foxtrott)
- Liebling, deine Augen lügen (Tango)
- Brauchst du fürs Herz ‘ne Miss, Miss, Miss? (Blues)
- Von meiner Braut träum ich am liebsten (Foxtrott)
- Junge, Junge, Junge, heute lieg’n wir richtig (Boogie-Woogie)

## Ergänzungen
Produziert wurde Das singende Hotel im Atelier Hamburg-Wandsbek, die Außenaufnahmen entstanden in Oberstdorf und Kitzbühel.
Die Bauten wurden von den Filmarchitekten Herbert Kirchhoff und Albrecht Becker entworfen. Die Debütantinnen Irms Pauli und Gudrun Hildebrandt (1923–2018) kreierten die Kostüme. Die Produktionsleitung lag in den Händen von Franz Tapper und Otto Meißner.

## Kritik
Das Lexikon des internationalen Films gelangte zu folgender Einschätzung: Das übliche deutsche Verkleidungs-, Verwechslungs- und Musiklustspiel aus der sorglosen Kinosaison der fünfziger Jahre.

## Quelle
- Programm zum Film: Das Neue Film-Programm, erschienen im gleichnamigen Verlag H. Klemmer & Co., Neustadt an der Weinstraße, ohne Nummernangabe